# Leif Andersson (astronom)
Leif Erland Andersson, född 4 november 1943 i Vinbergs församling i Hallands län (nedkomstort Falkenberg), död 4 maj 1979 i Vinbergs församling, var en svensk astronom.

## Biografi
Leif Andersson var son till Erland Andersson och Ingrid Maria, ogift Larsson, i Stenastorp, Vinberg, Falkenberg. Han var mycket intresserad av astronomi och vann som sextonåring tiotusen kronor i tävlingen Utmaningen på Sveriges Television. År 1964 deltog han även i tävlingen Tärningen Är Kastad, en internordisk tävling i tremanna-lag dock utan penningpriser. Tävlingen vanns av Finland.
Andersson studerade vid Lunds universitet där han tog en Fil. Kand. 1966. Under en period forskade han vid det svenska solobservatoriet i San Michele på Capri i Italien. Efter sin studietid i Lund reste han till Indiana University i Bloomington för att avsluta sina forskarstudier. Han arbetade sedan på the Lunar and Planetary Laboratory of the University of Arizona i Tucson, Arizona. Andersson beräknade de första tillfällena då Pluto och Charon skulle komma att få från vår jord observerbara ömsesidiga förmörkelser, men levde inte länge nog för att själv se dem.

### Familj
Andersson gifte sig 1973 med Gloria Ptacek.

## Utmärkelser
- 1985 – Nedslagskratern Andersson på månen uppkallad efter Leif Andersson av Internationella astronomiska unionen.[4]
- 2000 – Asteroiden 9223 Leifandersson uppkallad efter Andersson av asteroidprojektet Spacewatch vid mån- och planetlaboratoriet vid universitetet i Arizona för hans insatser för att bestämma läget för Plutos poler.[5]
- 2018 – Stipendiet Andersson Award for Service and Outreach inrättat för att årligen utdelas till en PTyS-student (Department of Planetary Sciences vid University of Arizona) som gjort betydelsefulla insatser vid sidan av studierna som gynnar avdelningen, universitetet och samhället i stort.[6]